# هازال سوباشی
هازال سوباشی (زاده ۲ مه ۱۹۹۵) یک بازیگر و مدل اهل ترکیه می باشد که برنده جایزه دوشیزه ترکیه سوپر نشنال ۲۰۱۵ شد و نماینده کشورش در دوشیزه سوپر نشنال ۲۰۱۵  بود 

## زندگی و پیشه
هازال سوباشی در تاریخ ۲ می ۱۹۹۵ در ازمیر  متولد شد. بعد از سقوط امپراتوری عثمانی ، والدین او ترک تبار بودند که از سالونیک (امروزه بخشی از یونان) مهاجرت نمودند. هازال بعد از گرفتن مدرک روابط عمومی و تبلیغات از دانشگاه اقتصاد ازمیر ، در مسابقه دوشیزه ترکیه 2015 شرکت کرد و به مقام سوم دست پیدا نمود.

## جوایز
| سال  | جایزه                                 | دسته بندی                           |
| ---- | ------------------------------------- | ----------------------------------- |
| ۲۰۱۵ | دختر شایسته ترکیه                     | برنده نفر سوم                       |
| ۲۰۱۸ | جوایز رسانه هوادیس قبرس               | بهترین بازیگر زن سال                |
| ۲۰۲۲ | ۲۶. جوایز لنز طلایی (ام جی دی)        | بهترین بازیگر زن سریال اقتباسی درام |
| ۲۰۲۳ | جوایز واتسون                          | بهترین مو                           |
| ۲۰۲۴ | چهاردهمین جوایز رسانه اجتماعی ITU IMK | بهترین بازیگر زن سال                |